# Капша (Њамц)
Капша (рум. Capșa) насеље је у Румунији у округу Њамц у општини Биказ. Oпштина се налази на надморској висини од 415 m.

## Становништво
Према подацима из 2002. године у насељу је живело 763 становника, од којих су сви румунске националности.